# Centromerus andrei
Centromerus andrei är en spindelart som beskrevs av Dresco 1952. Centromerus andrei ingår i släktet Centromerus och familjen täckvävarspindlar.
Artens utbredningsområde är Spanien. Inga underarter finns listade i Catalogue of Life.